# Гольцов, Василий Спиридонович
Василий Спиридонович Гольцов (1900, Ишимский уезд Тобольской губернии — 1961, Тюмень) — участник Великой Отечественной войны, председатель колхоза, Герой Социалистического Труда.

## Биография
Родился в 1900 году в крестьянской семье в Тобольской губернии. Участвовал в Великой Отечественной войне. После ранения демобилизовался и с 1944 года возглавил колхоз им. М. В. Фрунзе Викуловского района Тюменской области.
В 1947 году В. Гольцов собрал урожай пшеницы по 30,89 центнера с гектара на площади 42,5 гектара, а П. Артамонов — по 30,33 центнера с гектара на площади 21 гектар. В колхозе упорным трудом был достигнут рекордный показатель урожайности пшеницы — по 14,1 центнера с гектара (при норме 9).
С 1955 — депутат Верховного Совета РСФСР IV и V созывов.
В 1959 был делегатом внеочередного XXI съезда КПСС.
Скончался в больнице Тюмени от термического ожога.

## Награды
- Медаль «Серп и Молот» Героя Социалистического труда (1948)

## Память
Именем В. Гольцова названа улица в Тюмени.
24 марта 2009 в Чуртане Викуловского района прошёл первый турнир по волейболу памяти Героя Социалистического труда Василия Гольцова.